# NGC 435
NGC 435 je galaksija u zviježđu Kit.

## Vanjske poveznice
- SEDS: NGC 435